# Cenocoelius sculptilis
Cenocoelius sculptilis är en stekelart som beskrevs av Saffer 1982. Cenocoelius sculptilis ingår i släktet Cenocoelius och familjen bracksteklar. Inga underarter finns listade.